# Хома
„Хома“ (на испански: Jóma) е испанска промишлена компания, специализирана в производството на спортно облекло и обувки. Главният офис на компанията се намира в малкото градче Портильо де Толедо, близо до административния център на провинция Толедо (Испания).

## История

### 1965 – 2000
Компанията е основана през 1965 г. от Фруктуозо Лопес в последните години от управлението на испанския фашистки диктатор каудильо (водач)Франсиско Франко. Макар и в своето начало Хома да започва производството на своята продукция с щат от само 8 души, с течение на времето Хома завоюва репутацията на надежден производител на висококачествени футболни обувки, футболни екипи, спортни обувки и ежедневно облекло като падането на диктатурата на Франко в Испания през 1975 г. способства развитието на свободния икономически пазар. През 80-те години и особено след присъединяването на Испания към Европейската икономическа общност Хома започва да се радва на продажби на своите стоки в редица западноевропейски страни, а даже и извън европейския континент. През 1992 г. когато се превежда лятната олимпиада в Барселона компанията заема първо място по продажби на футболни обувки в Испания. През 1997 г. Хома става лидер в продажбите на футболни обувки и екипи за футбол на малки врати благодарение на разработването на нови видове спортни обувки в сътрудничество с играчи и водещи специалисти. Малкият към момента на своето основаване завод в Портильо-де-Толедо се превръща през 2000 г. в модерно предприятие с обща площ от 70 000 м2. Хома създава собствен научноизследователски център, който разработва нови видове спортни обувки в сътрудничество с Асоциацията за изследване на обувки в Толедо и Института по биомеханика в град Валенсия. Хома изработва екипите за футбол на редица национални отбори на държави и клубни футболни отбори. От 2014 г. Хома изработва екипите на Националния отбот по футбол на България.

### 2000 – 2010
Днес Хома е транснационална компания с широка мрежа от дъщерни компании в САЩ, Германия, Китай, Италия, Мексико, Хонконг, Панама и осъществява дистрибуция на своите стоки в повече от 70 страни по света. Предприятията на компанията са разположени в Испания, Китай и Мексико и осигуряват работа на повече от 1000 работници. През 2007 г. Хома влиза във „Форум на признатите марки на Испания“ като една от 70 марки в страната с най-голямо разпространение по света и лидерство в отрасъла. През 2007 г. компанията е спонсорирала повече от 40 професионални отбора и повече от 500 спортисти по целия свят. През 2009 г. компанията сключва споразумение за спонсорство с Федерацията на Испания по лека атлетика, съгласно което лекоатлетите на тази страна четири години ще се състезават с екипите на Хома .

## Хома в България
Хома предоставя екипировка на следните български тимове:
- ПФК Локомотив (София)

- ПФК Брестник 1948 (Пловдив)

- ПФК Шумен 2010

- ОФК Етър

- ФК Чико (Бяга)
- ФК Монтана

## Продукция
Компанията произвежда мъжко, дамско и детско спортно облекло и обувки за футбол, тенис, фитнес, лека атлетика, футбол на малки врати (футзал).

## Ръководство
Президент – Фруктуосо Лопес, председател на управителния съвет на компанията – Хосе Мануел Лопес.